# Giovanni Cannata
Giovanni Cannata (* 17. September 1985 in Remscheid, Deutschland) ist ein italienischer Fußballspieler.
Giovanni Cannata begann seine Laufbahn in der Jugendabteilung des FC Remscheid. 1996 wechselte er zu den Junioren von Bayer 04 Leverkusen. In Leverkusen schaffte er in der Saison 2003/04 den Sprung in die Amateurmannschaft des Vereines, die zu dieser Zeit in der Oberliga Nordrhein spielte. Zur Saison 2007/08 verließ er Bayer 04 Leverkusen II in Richtung Norden zu Kickers Emden. Am 20. September 2008 bestritt Giovanni Cannata sein erstes Spiel in der 3. Liga gegen den SC Paderborn 07. Nach dem Lizenzentzug von Kickers Emden wechselte Cannata in der Saison 2009/10 zu Rot-Weiss Essen und unterschrieb einen Vertrag bis zum Saisonende, dieser Vertrag wurde nicht verlängert.
Seit Januar 2012 spielt er beim FC Bergheim 2000 in der Kreisliga Mittelrhein. Zur Saison 2012/13 wechselte Cannata zum SV Hüsten 09.